# 良渚遺跡
座標: 北緯30度24分 東経120度00分 / 北緯30.400度 東経120.000度

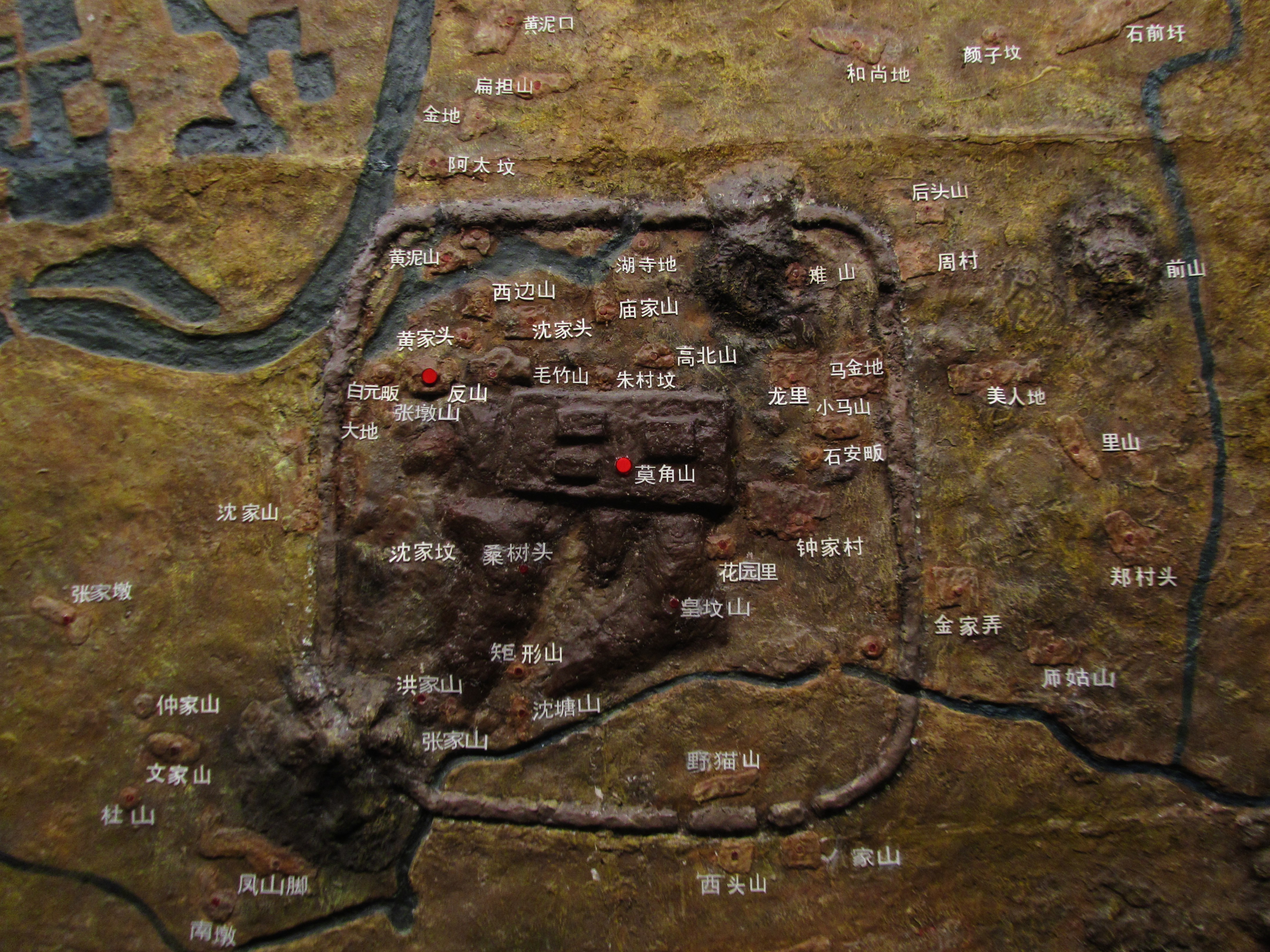
良渚博物館：良渚古城の模型

良渚遺跡（りょうしょいせき、中国語: 良渚遗址）は、現在の中国浙江省杭州市余杭区から瓶窑鎮および湖州市徳清県下渚湖街道に位置するの遺跡群である。とくに、良渚古城遺跡は遺跡群の中心であり、総面積34㎢である。これは前3300年から前2300年、地質年代では新石器時代に営まれたものと推定されている。

## 概要
本遺跡は、良渚文化における代表的な都市であるとみなされており、長江文明最古の都市であるとの意見もある。
本遺跡は中国大陸における文化を示す最先端の地域の一つであり、この遺跡の発見によって同時代の良渚文化についての研究に飛躍的な研究成果をもたらした。
1994年、良渚遺跡は中国世界遺産申請リストに加えられ、1996年、第4陣国家重点文物保護単位に指定、 2019年7月6日、世界遺産に登録された。
良渚遺跡は、浙江省八大水系の一つである東苕溪の沖積平野である丘陵と平野の移行地帯に位置している。 東天目山の残りの山脈は玉皇区彭公郷付近で東に延び、南北に二股に分かれ、良渚遺跡を包含している。 敷地内には良渚-廟橋港と東苕溪が流れ、二山二河の地理環境を形成している。 東苕溪を境に、東は沖積平野、西は丘陵山地となっており、地形は西が高く東が低い。
気候 良渚遺跡は亜熱帯季節風気候で、日照時間が長く、年間平均気温は16℃、年間降水量は1258.8mm、霜の期間は4ヶ月である。
主に水稲や小麦などが栽培されていたと思われる。

## 発掘と命名
1936年、当時西湖博物館の職員だった施昕更は、現在の老和山一体の古蕩遺跡を発掘していたとき、出土する土器が良渚とよく似ていることに気づいた。博物館側はこの発見を受けさらなる発掘に同意し、1936年12月から1937年3月の間良渚地域で3回の試掘が行われると、毛安里や奇盤峰など12の遺跡が発見された。
出土した陶器の中で特に目を引くのが黒陶で、当時山東半島の竜山文化に類似していたため、これを期に長江下流域における考古学研究が始まったのである。以降、太湖では黒陶や磨製石器、玉器などに代表される新石器時代の文物が発見され、竜山文化との違いが徐々に明らかになった。
1959年、中国社会科学院考古研究所研究員の考古学者夏鼐は、これらを総称して良渚文化と命名した。

## 分布
南北は天目山支脈の大遮山丘陵から大雄山の南の麓と大関山の丘陵まで、東西は良渚の山々から瓶窯鎮の毛園嶺までに分布している。『良渚遺跡保護総体規劃』によれば、保護区の面積は約42.04平方kmで、135の遺跡があって、重点保護区の面積は13.47平方kmである。これらの遺跡は一つ一つ独立した共同体で、緩やかに連合していたと思われる。多くは、中長期的な人間の営みによって形成されたものだと推定されるものの、莫角山大型基址や反山貴族墓地は比較的短い機関で計画的に建設されたようだ。遺跡には墓地、祭壇、村落、大型の祭祀場、工芸品の工房、農地などがあって、広大な土地にある程度のまとまりがあった。
遺跡群は、大まかに4つの領域に区分できる。以下はそれぞれの詳細である。

### 城跡
都市の中心に位置する城跡は宮殿、内城、外城で構成され、面積は881.45haである。宮殿は約0.39平方kmで、莫角山台地からその南方、皇墳山台地と池中寺台地を包含している。内、莫角山台地はバケツ型で、南北670m、南北450m、高さは9~15mで、面積は約30haである。人工的に掘削されたあとがある。
市街地は丸角の長方形をしており、約300haで20～60mの城壁に囲まれており、外城は約500haで、断続的な17の人工台地で構成される。城跡は宮殿から外城にかけ、徐々に低くなっている。

### 瑶山遺跡
瑶山遺跡は城跡から北東約5kmに位置し、66.56haである。同地の墓地は南北に祭壇があり、祭祀活動が行われていた。その墓地の南方には7基、北に6基の陵墓がある。墳墓はいずれも竪穴を伴う
墳墓はいずれも縦穴を有しており、長方形で、真南を向いていた。天文観象測年に関連があると思われる。

### 谷口ハイダム
谷口ハイダムは遺跡周辺の水利系統の一部で、城跡の北西、大遮山南麓に位置し、136.41haである。全6基で、東西に分かれる。ダムは山谷の狭窄地にあり、山々に連なるよう作られている。本体は幅50~200m、頭頂部の標高は25~40m、比高10~15mで、各々が谷口を塞いでいる。

### 平原ローダムから山前長堤
山麓の平原ローダムから山前長堤にかけては遺跡周辺の水利系統の一部であって、面積は349.24haである。平原ローダムは谷口ハイダムの南約3.5kmの谷間、その丘陵に位置し、本体の幅は約35~360m、頭頂部の標高は約10m、比高約6mほど。
唐山遺跡とも称する山前長堤は、城跡の北方約2kmにあり、北端は大遮山の麓から約100~300mの北距山眼前にある。全長は約5km、東西に3つに分かれた湾曲した定規の形をしている。幅は20～50m、頭頂部の海抜は12~20m、比高2~7m。

## 画像
良渚遺跡群
- 良渚国家遺跡公園
- 莫角山遺跡
- 良渚古城西城壁跡

## 顕彰

### 全国十大考古新発現
余杭市（現・杭州市余杭区）瓶窯鎮外窑村の彙観山の良渚文化の祭壇及び陵墓遺跡は1991年全国十大考古新発現として評価された。
余杭市（現・杭州市余杭区）莫角山の莫角山良渚遺跡大型建築基址は1993年全国十大考古新発現として評価された。
杭州市余杭区瓶窯鎮及び良渚鎮の良渚文化古城遺跡は2007年全国十大考古新発現として評価された。
杭州市余杭区臨平街道万陳社区の玉架山史前聚落遺跡は2011年全国十大考古新発現として評価された。
杭州市余杭区の浙江余杭良渚古城外囲大型水利工程遺跡の調査与発掘は2015年全国十大考古新発現として評価された。

### 五ヶ年計画期間全国十大考古新発見
1982年2月、反山遺跡と瑶山遺跡は第7次五ヶ年計画期間全国十大考古新発見として評価された。
1996年2月、彙観山遺跡と和莫角山遺跡は第8次五ヶ年計画全国十大考古新発見として評価された。

### 20世紀中国百項考古重大発見
2001年、浙江余杭良渚文化遺跡群の発掘調査は20世紀中国百項考古重大発見として評価された。

### 世界の主要な野外考古学的発見
2013年8月、失われた文明を求めて：良渚古城における考古学的新発見が第1回「世界考古学・上海論壇」で世界の主要な野外考古学的発見10選の一つとして評価された。

### 世界文化遺産および登録基準

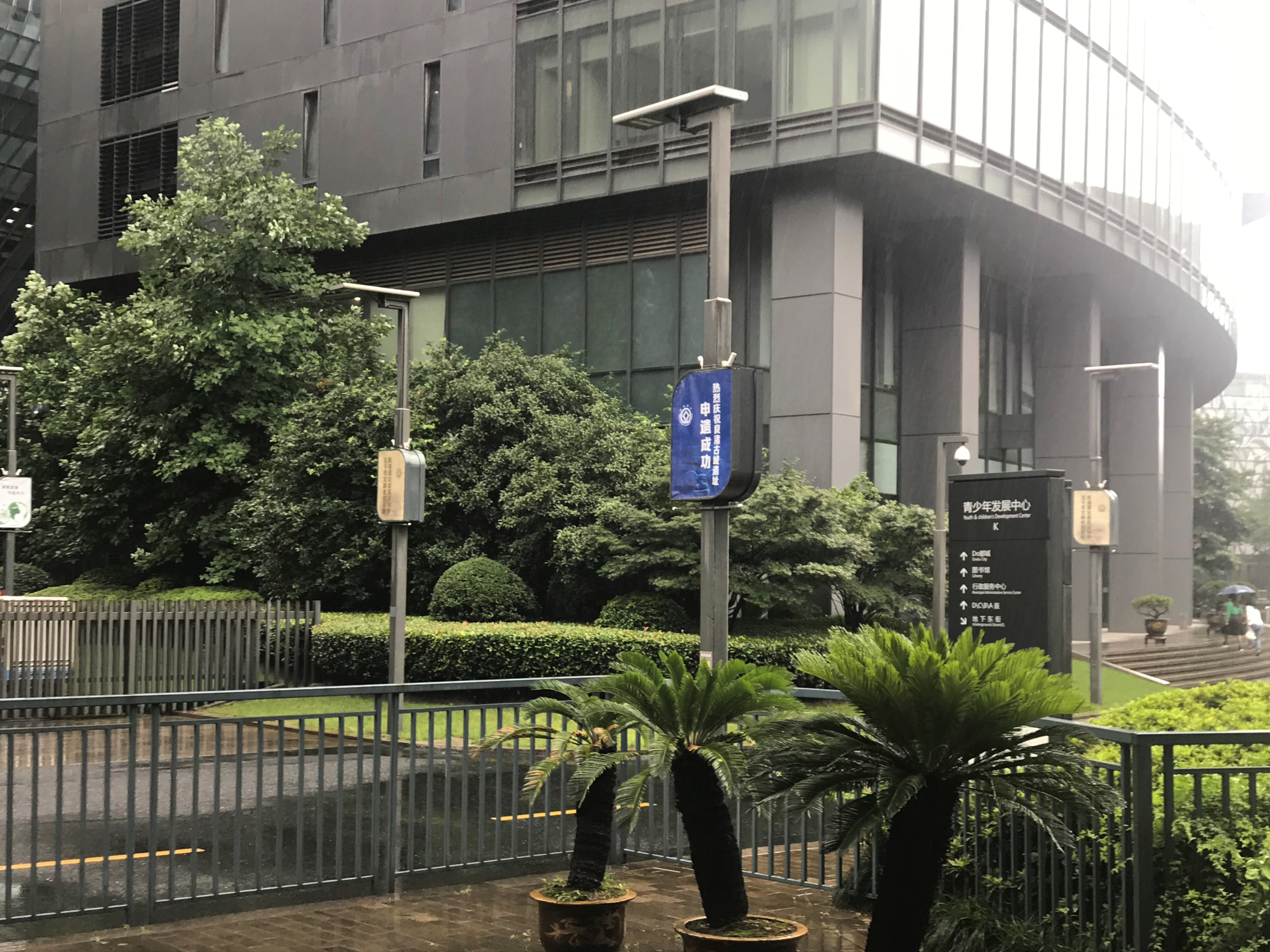
杭州市人民政府の市民センターにおける良渚用地落札の祝賀文

2019年7月6日、良渚古城遺跡は世界遺産に登録された。
この世界遺産は世界遺産登録基準のうち、以下の条件を満たし、登録された（以下の基準は世界遺産センター公表の登録基準からの翻訳、引用である）。
- (3) 現存するまたは消滅した文化的伝統または文明の、唯一のまたは少なくとも稀な証拠。
- (4) 人類の歴史上重要な時代を例証する建築様式、建築物群、技術の集積または景観の優れた例。

具体的に言うと、以下のようである。
- 基準(3)：良渚遺跡は、中国の新石器時代後期における長江下流域の初期の地域国家を示す傑出した証人であり、それは稲作農耕を経済基盤とし、社会的分化と信仰の統一に基づくものであること。

新石器時代後期から青銅器時代初期にかけての中国とこの地域における文化的同一性、社会的・政治的組織、社会的・文化的発展の概念について、他に類を見ない証拠を提供している。
- 基準(4)：良渚の考古学的遺跡は、小規模な新石器時代の社会から、階級社会、儀式、玉器の生産技術を持つ大規模な統合政治単位への移行を示している。

土の建築、都市計画、景観計画、埋葬の違いに象徴される社会階層、空間編成の社会文化的戦略、権力の物質化など、初期の都市化の顕著な例が含まれている。
5,000年以上前の中国先史時代の稲作文明の偉大な成果を象徴するものであり、初期の都市文明の傑出した例である。
2020年6月、杭州市人民代表大会常務委員会は7月6日を「杭州良渚の日」と定めた。

## 保護
1961年、浙江省人民委員会が省級重点文物保護単位を公布
1987年、余杭県文化財管理委員会は良渚遺跡管理事務所を設立
1994年、国務院はUNESCOに提出する世界遺産目録に暫定的に良渚遺跡を加え、中国のアジェンダ21の優先事業計画として「良渚遺跡の保護と開発に関する体系的研究」を勧告
1996年、国務院が良渚遺跡を第4陣全国重点文化財保護単位に編入
2001年、国家文物局は第10次五カ年計画期間大型遺跡保護展示特別計画に本遺跡を挙げる
2006年、「中国世界文化遺産保護区宣言」（35項目）に再度登録
2010年10月9日、国家文物局は国家遺跡公園の第一陣（12項目）の一つに発表
2012年11月17日、国家文物局が発表した「中国世界文化遺産暫定目録」（45項目）に3回連続で登録
2018年1月26日、中国ユネスコ国内委員会事務局は世界遺産センターに書簡を送り、「良渚古城址」を2019年世界文化遺産推薦プロジェクトとして正式に推薦
良渚古城遺跡は、「世界の文化遺産及び自然遺産の保護に関する条約の実施に関する運用指針」で規定された第3および第4の世界遺産基準に適合し、完全性および真正性が高く、保存および管理状態が全体的に良好であるとして、世界遺産登録を申請する。—中国ユネスコ国内委員会事務局、新华社 (2018年1月26日). ““良渚古城遗址”申报世界文化遗产”.   中国政府网. 2020年4月21日時点のオリジナルよりアーカイブ。2018年2月4日閲覧。
2019年7月6日、世界遺産に登録。